# Jay Bell

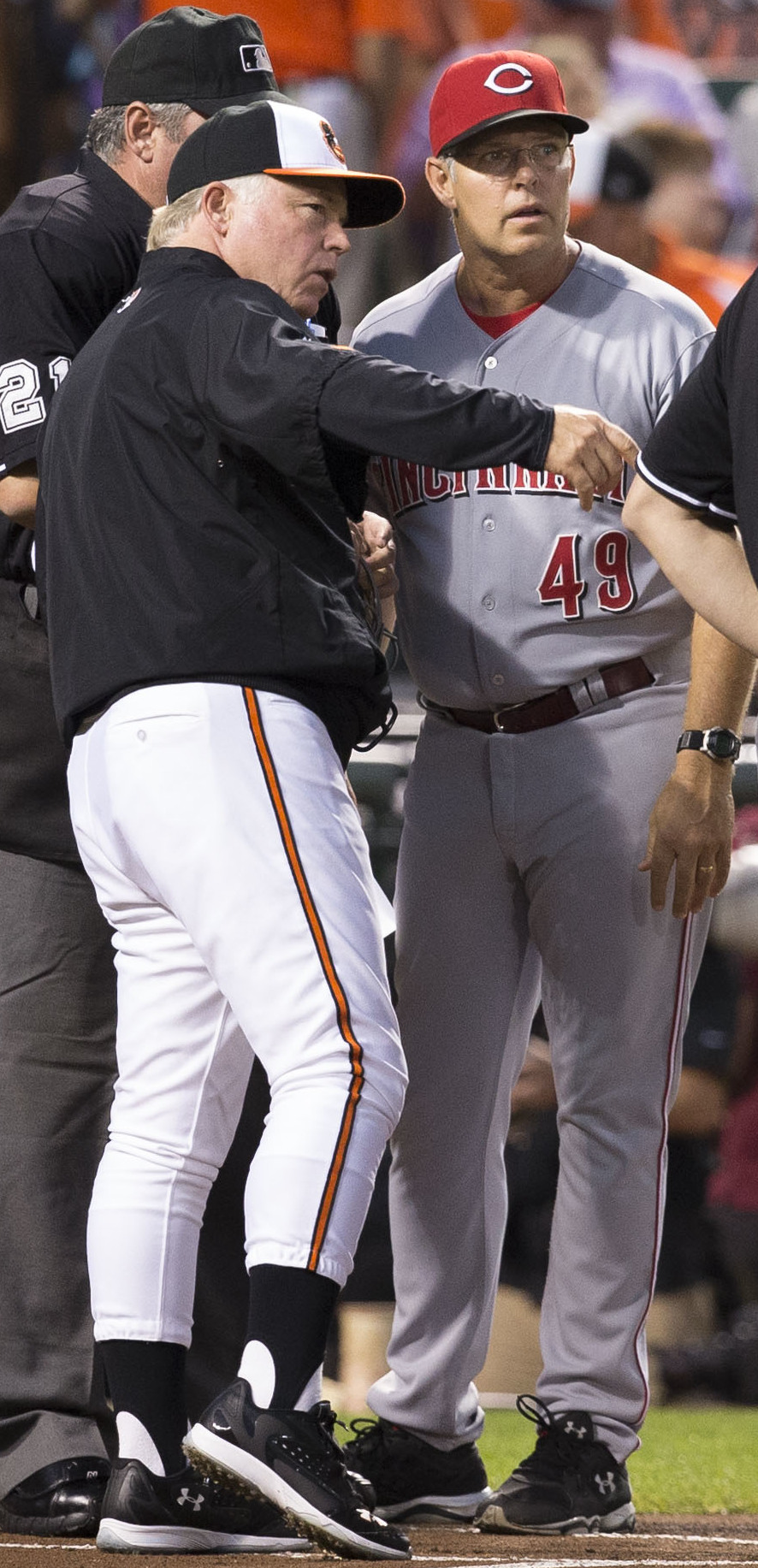
Buck Showalter, técnico do Baltimore Orioles, e Jay Bell, treinador do Cincinnati Reds, conversam com árbitros antes de um jogo no Camden Yards, em Baltimore, em 2014.

Jay Stuart Bell (Base Aérea Eglin, Pensacola, Flórida, 11 de dezembro de 1965), conhecido como Jay Bell, é um ex-jogador profissional de beisebol norte-americano que atuou pela Major League Baseball como interbases, além de ex-treinador dos Rocket City Trash Pandas da Southern League. Ele atuou pelos Cleveland Indians (1986–1988), Pittsburgh Pirates (1989–1996), Kansas City Royals (1997), Arizona Diamondbacks (1998–2002) e pelos New York Mets (2003). Ele também foi treinador reserva do Cincinnati Reds e da seleção nacional de beisebol da Nova Zelândia, que competiu no World Baseball Classic de 2013.

## Vida pessoal
Jay Bell é filho de Ron e de Betty Bell. Ron era primeiro-sargento da Força Aérea, e treinou seu filho na Little League, enquanto Betty trabalhava na arrecadação de fundos para o time. Ele estudou na Tate High School em Cantonment, Flórida, e contribuiu para a continuidade do sucesso histórico do programa de beisebol da escola. Em 1984, o time de Bell alcançou o placar de 35 a 1, vencendo o campeonato estadual da Flórida e conquistando para a escola o seu quarto título na competição. O desempenho do time acabou por atrair a atenção de olheiros, que, ao observar o interbases, tornaram-no uma escolha consensual dentre os 10 primeiros no draft amador daquele ano.
Bell é casado com Laura, sua namorada de escola, e tem três filhos, Brianna, Brantley e Brock, além de dois netos, Zane e Zahra. Seus filhos Brantley e Brock jogam beisebol profissionalmente, Brantley pelos Reds, e Brock, pelos Red Sox.

## Carreira
Jay Bell foi campeão da World Series 2001 jogando pelo Arizona Diamondbacks. Na série de partidas decisiva, sua equipe venceu o New York Yankees, por 4 jogos a 3.